# 정한용
정한용(鄭漢溶, 1954년 6월 22일 ~ )은 대한민국의 배우이다. 본관은 영일이며, 충청북도 충주 출생이다. 정치인으로도 활동했으며 대한민국 제15대 국회의원을 지냈다.

## 학력
- 서울대학교병설교육대학부속국민학교 졸업
- 경기중학교 졸업
- 경기고등학교 졸업
- 서강대학교 경제학과 학사
- 중앙대학교 대학원 신문방송학과 언론학 석사
- 미국 뉴욕 대학교 대학원 매스미디어학과 언론학 석사 수료[1]
- 미국 뉴 저지 주립 러트거스 대학교 (어학연수)

## 약력
- 1979년 동양방송 22기 공채 탤런트
- 제15대 국회의원

## 생애
충청북도 충주에서 출생하여 지난날 한때 청주에서 잠시 유아기를 보낸 적이 있는 그는 1976년 연극배우로 첫 데뷔하였고, 3년 후 1979년 동양방송(TBC) 공채 탤런트로 정식 데뷔하였다. 제15대 국회의원을 지냈으며, 1999년을 기점으로 하여금 정치 일선에서 완전히 물러난 후(2000년 총선에 자민련으로 출마 했으므로 잘못된 정보), 2003년 SBS 드라마 《흥부네 박터졌네》로 연기에 복귀하였다.

## 연기 활동

### 드라마
- 1982년 KBS1 저녁 일일연속극 《보통 사람들》 ... 이영호 역
- 1983년 KBS1 특집드라마 《아버지》
- 1984년 KBS1 저녁 일일연속극 《사랑하는 사람들》
- 1985년 KBS2 일요 아침드라마 《해돋는 언덕》 ... 동욱의 장남 역
- 1987년 KBS2 수목 미니시리즈 《욕망의 문》 ... 박승주(만석) 역
- 1989년 MBC 8부작 월화 미니시리즈 《상처》
- 1989년 MBC 특집드라마 《테러리스트》
- 1989년 KBS2 수목 미니시리즈 《절반의 실패》
- 1989년 MBC 수목 특별기획 드라마 《당신의 축배》 ... 김범준 역
- 1990년 MBC 10부작 월화 미니시리즈 《여자는 무엇으로 사는가》 ... 나운현 역
- 1990년 KBS2 8부작 수목 미니시리즈 《지워진 여자》 ... 한시욱 역
- 1990년 MBC 수목 연속드라마 《그 여자》 ... 건희 역
- 1991년 MBC 주말 특별기획 드라마 《고개숙인 남자》 ... 이한수 역
- 1991년 KBS2 수요 주간드라마 《대추나무 사랑 걸렸네》 ... 고우람(김학수의 손아랫처남) 역
- 1991년 MBC 주간 일일연속극 《도시인》 ... 정 대리 역
- 1991년 KBS1 저녁 일일연속극 《옛날의 금잔디》 ... 민기훈 역
- 1992년 KBS2 주말연속극 《사랑을 위하여》 ... 수영 역
- 1992년 KBS2 8부작 수목 미니시리즈 《백번 선본 여자》
- 1992년 MBC 월화 미니시리즈 《창밖에는 태양이 빛났다》 - 석찬 부 역
- 1993년 MBC 월화 미니시리즈 《사랑의 방식》 ... 박응서 역
- 1995년 SBS 저녁 일일연속극 《사랑의 찬가》 ... 김대준 역
- 1996년 MBC 주말연속극 《아파트》 ... 변응보 역
- 2003년 SBS 저녁 일일연속극 《흥부네 박터졌네》 ... 장수창 역
- 2003년 SBS 수목 미니시리즈 《천국의 계단》 ... 한필수 역
- 2004년 KBS2 주말연속극 《애정의 조건》 ... 노마진 역
- 2004년 MBC 월화 특별기획 드라마 《영웅시대》 ... 천이국 역
- 2005년 MBC 아침 일일연속극 《자매바다》 ... 송태일 역
- 2006년 MBC 수목 미니시리즈 《오버 더 레인보우》 ... 미스터 박 역
- 2006년 KBS1 주말 특별기획 드라마 《서울 1945》 ... 최은관 역
- 2006년 SBS 주말 특별기획 드라마 《게임의 여왕》 ... 정 회장 역
- 2007년 MBC 주말 미니시리즈 《하얀거탑》 ... 민충식 역
- 2007년 KBS1 저녁 일일연속극 《하늘만큼 땅만큼》 ... 김태식 역
- 2008년 MBC 드라마넷 수요 미니시리즈 《전처가 옆방에 산다》 ... 장 피디 역
- 2008년 MBC 주말 특별기획 드라마 《내 여자》 ... 장중한 역
- 2008년 MBC 아침 일일연속극 《흔들리지마》 ... 한진호 역
- 2009년 MBC 아침 일일연속극 《멈출 수 없어》 ... 노만재 역
- 2009년 KBS2 수목 미니시리즈 《아이리스》 ... 정형준 역
- 2010년 KBS2 월화 미니시리즈 《부자의 탄생》 ... 강우 부 역
- 2010년 KBS2 단막극 《KBS 드라마 스페셜 - 돌멩이》 ... 권수백 역
- 2010년 MBC 주말 미니시리즈 《신이라 불리운 사나이》 ... 장용 역
- 2010년 SBS 월화 미니시리즈 《아테나: 전쟁의 여신》 ... 정형준 역
- 2010년 KBS2 수목 미니시리즈 《프레지던트》 ... 이수명 역
- 2011년 KBS1 저녁 일일연속극 《당신뿐이야》 ... 기부남 역
- 2012년 JTBC 수목 미니시리즈 《아내의 자격》 ... 현태 부 역
- 2013년 SBS 아침 일일연속극 《당신의 여자》 ... 강만복 역
- 2013년 SBS 월화 미니시리즈 《황금의 제국》 ... 최동진 역
- 2013년 JTBC 월화 미니시리즈 《네 이웃의 아내》 ... 부원장 역
- 2013년 MBC 저녁 일일연속극 《빛나는 로맨스》 ... 강대풍 역
- 2014년 MBC 수목 미니시리즈 《개과천선》 ... 권재윤 역
- 2014년 KBS1 저녁 일일연속극 《당신만이 내사랑》 ... 이병태 역
- 2015년 MBC 드라마넷 금토 미니시리즈 《태양의 도시》 ... 배명제 역
- 2015년 SBS 저녁 일일연속극 《마녀의 성》 ... 공남수 역
- 2016년 KBS1 주말 특별기획 드라마 《장영실》 ... 황희 역
- 2016년 MBC 월화 미니시리즈 《불야성》 ... 박무일 역
- 2016년 KBS2 저녁 일일연속극 《다시, 첫사랑》 ... 차덕배 역
- 2017년 KBS2 저녁 일일연속극 《내 남자의 비밀》 ... 기라성 역
- 2018년 OCN 주말 미니시리즈 《나쁜 녀석들 : 악의 도시》 ... 정한용 역
- 2018년 KBS2 월화 미니시리즈 《우리가 만난 기적》 ... 김상조 행장 역
- 2019년 OCN 수목 미니시리즈 《빙의》 ... 한울의료원 원장 역 (특별출연)
- 2019년 KBS2 저녁 일일연속극 《태양의 계절》 ... 장월천 역
- 2020년 KBS1 저녁 일일연속극 《누가 뭐래도》 ... 이맹수 역
- 2022년 MBC 저녁 일일연속극 《비밀의 집》 ... 당 대표 김찬섭 역
- 2023년 MBC 저녁 일일연속극 《하늘의 인연》 ... 전상철 역
- 2023년 MBC 금토 미니시리즈 《연인》 … 송추 역

### 연극
- 2015년 《굿 닥터》 ... 출연 및 연출

### 영화
- 1980년 《외인들》
- 1980년 《최인호의 병태만세》
- 1981년 《빙점 81》
- 1982년 《13월의 연정》
- 1983년 《들개》
- 1983년 《인간시장 - 작은 악마 스물두살의 자서전》 - 명식 역
- 1984년 《입을 연 석류》
- 1986년 《화려한 유혹》
- 1989년 《밀월》 - 상우 역
- 1991년 《인간시장 3》 - 편집장 역
- 2004년 《달마야, 서울가자》 - 박회장 역
- 2006년 《사랑하니까, 괜찮아》 - 장호 / 민혁 부 역
- 2010년 《평행이론》 - 배병호 역
- 2010년 《아이리스: 더 무비》 - 정형준 역
- 2012년 《R2B:리턴투베이스》 - 국방장관 역
- 2019년 《귀신의 향기》 - 경비박씨 역(우정출연)

## 방송

### 예능
- KBS 2TV 《올스타데이트》
- KBS 2TV 《퀴즈여행 지구가족 출발》
- KBS 2TV 《퀴즈탐험 신비의 세계》
- MBC 《사랑의 퀴즈》
- MBC 《청춘행진곡 - 스타데이트》
- MBC 《보통사람 보통무대》
- MBC 《유쾌한 스튜디오》
- MBC 《현장체험 주부탐사》
- MBC 《김한길과 사람들》
- SBS 《도전 1000곡》
- KBS 2TV 《밤과 음악사이》
- OBS경인TV 《정한용의 명불허전》
- OBS경인TV 《정한용의 가요베스트》
- KBS 2TV 《여유만만》
- KBS 1TV 《TV는 사랑을 싣고》

### 라디오
- KBS 제2FM 《아침의 희망음악》
- MBC 표준FM 《여성시대 손숙, 정한용입니다》
- KBS 제2라디오 《안녕하세요 정한용, 왕영은입니다》
- KBS 제2라디오 《행복한 아침 정한용, 왕영은입니다》
- KBS 제2라디오 《정한용의 시사터치》
- EBS FM 《EBS 책 읽는 라디오 낭독 시리즈》(2015년) - 낭독자

### CF
- 1983년 아모레퍼시픽 산호비누 (최명길과 함께 출연)
- 1983년 광동제약 사리돈 (이영하와 함께 출연)
- 1984년 한국방송광고진흥공사공익광고협의회 가족계획 캠페인
- 1984년 ~ 1988년 남양유업 남양점프
- 1985년 남양유업 남양요구르트
- 1987년 LG생활건강 뉴퐁
- 1988년 신풍제약 아파간
- 1989년 삼일제약 부루펜시럽
- 1989년 삼성증권
- 1989년 한국방송광고진흥공사공익광고협의회 예절교육캠페인
- 1990년 롯데칠성음료 롯데미림
- 1990년 HK이노엔 산그린
- 1991년 정식품 베지밀
- 1991년 위니아전자 글래시어에어컨
- 1991년 CJ제일제당 다시다 즉석미역국
- 1991년 HK이노엔 산그린 (오지명과 함께 출연)
- 1991년 HK이노엔 진사나
- 1992년 CJ제일제당 다시다 사골우거지국
- 1992년 대웅제약 우루사 (김현주와 함께 출연)
- 1992년 서통 밴드닥터
- 1992년 인디에프
- 1992년 롯데제과 목캔디
- 1992년 크라운베이커리
- 1993년 LG생활건강 고밀도수퍼타이
- 1993년 한독 더마톱연고
- 1993년 삼성증권
- 1994년 금성출판사 캠프
- 1995년 나산백화점
- 1995년 민주당 서울시장 후보 조순

## 수상 경력
- 1980년 제1회 한국영화평론가협회상 신인상
- 1983년 제19회 백상예술대상 TV부문 남자 신인연기상
- 1987년 제23회 백상예술대상 TV부문 인기상
- 1987년 KBS 연기대상 남자 최우수연기상
- 1991년 제27회 백상예술대상 TV부문 인기상
- 2004년 KBS 연예대상 라디오DJ상
- 2008년 제16회 대한민국문화연예대상 모범연예인상
- 2012년 제20회 대한민국문화연예대상 라디오DJ상

## 이외 경력
- 새정치국민회의 관광문화예술행정위원(1996년)
- 새천년민주당 관광문화예술행정특보위원(2000년)
- 자유민주연합 문화예술행정특임위원(2000년)
- 동아방송예술대학교 방송연기학과 특임강사(2013년 8월 ~ 2014년 2월)

## 역대 선거 결과
|  | 39.61% |

|  | 14.01% |

## 소속 정당
| 소속 정당 | 소속 정당      | 소속 기간 | 비고           |
| --------- | -------------- | --------- | -------------- |
|           | 새정치국민회의 | 1996~200  | 정계 입문      |
|           | 새천년민주당   | 2000      | 합당           |
|           | 무소속         | 2000      | 탈당           |
|           | 자유민주연합   | 2000      | 입당           |
|           | 무소속         | 2000~2011 | 탈당 정계 은퇴 |
|           | 민주당         | 2011      | 복당 정계 복귀 |
|           | 무소속         | 2011~2020 | 탈당 정계 은퇴 |
|           | 충청의미래당   | 2020      | 창당           |
|           | 신자유민주연합 | 2020~2022 | 당명 변경      |
|           | 충청의미래당   | 2022~2023 | 당명 변경      |
|           | 내일로미래로   | 2023~현재 | 당명 변경      |

## 같이 보기
- 구로구 갑
- 서울 구로구의 국회의원